# Earl of Sunderland
Earl of Sunderland ist ein erblicher britischer Adelstitel, der zweimal in der Peerage of England geschaffen wurde.

## Verleihungen und nachgeordnete Titel
In erster Verleihung wurde der Titel am 19. Juni 1627 für Emmanuel Scrope, 11. Baron Scrope of Bolton geschaffen. Er hatte bereits 1609 von seinem Vater den Titel Baron Scrope of Bolton geerbt, der am 8. Januar 1371 als Barony by writ in der Peerage of England seinem Vorfahren Sir Richard le Scrope, Herr von Bolton Castle in Yorkshire, verliehen worden war. Als der Earl am 30. Mai 1630 kinderlos starb, erlosch das Earldom und die Baronie fiel in Abeyance zwischen den Nachkommen seiner Tante, Hon. Mary Bowes, geborene Scrope, der einzigen Tochter des 9. Barons.
In zweiter Verleihung wurde der Titel am 8. Juni 1643 für Henry Spencer, 3. Baron Spencer of Wormleighton geschaffen. Er führte bereits seit 1663 den am 21. Juli 1603 in der Peerage of England für seinen Urgroßvater geschaffenen Titel Baron Spencer, of Wormleighton in the County of Warwick. Zur Unterscheidung vom Baron Spencer of Althorp wird dieser Titel auch Baron Spencer of Wormleighton genannt. Der 5. Earl beerbte 1733 seine Tante Henrietta Churchill, 2. Duchess of Marlborough als 3. Duke of Marlborough nebst nachgeordneter Titel. Das Earldom of Sunderland wird seither als nachgeordneter Titel des Dukes geführt. Der Titelerbe (Heir apparent) des jeweiligen Dukes führt den Höflichkeitstitel Marquess of Blandford, dessen Heir apparent denjenigen des Earl of Sunderland.

## Liste der Barone Scrope of Bolton und Spencer of Wormleighton sowie Earls of Sunderland

### Barone Scrope of Bolton (1371)
- Richard Scrope, 1. Baron Scrope of Bolton (um 1327–1403)
- Roger Scrope, 2. Baron Scrope of Bolton († 1403)
- Richard Scrope, 3. Baron Scrope of Bolton (1393–1420)
- Henry Scrope, 4. Baron Scrope of Bolton (1418–1459)
- John Scrope, 5. Baron Scrope of Bolton (1435–1498)
- Henry Scrope, 6. Baron Scrope of Bolton († 1506)
- Henry Scrope, 7. Baron Scrope of Bolton (um 1480–1533)
- John Scrope, 8. Baron Scrope of Bolton († 1549)
- Henry Scrope, 9. Baron Scrope of Bolton (um 1534–1591)
- Thomas Scrope, 10. Baron Scrope of Bolton (um 1567–1609)
- Emanuel Scrope, 11. Baron Scrope of Bolton (1584–1630) (1627 zum Earl of Sunderland erhoben)

### Earls of Sunderland, erste Verleihung (1627)
- Emmanuel Scrope, 1. Earl of Sunderland (1584–1630)

### Barone Spencer of Wormleighton (1603)
- Robert Spencer, 1. Baron Spencer of Wormleighton (1570–1627)
- William Spencer, 2. Baron Spencer of Wormleighton (1592–1636)
- Henry Spencer, 3. Baron Spencer of Wormleighton (1620–1643) (1643 zum Earl of Sunderland erhoben)

### Earls of Sunderland, zweite Verleihung (1643)
- Henry Spencer, 1. Earl of Sunderland (1620–1643)
- Robert Spencer, 2. Earl of Sunderland (1641–1702)
- Charles Spencer, 3. Earl of Sunderland (1674–1722)
- Robert Spencer, 4. Earl of Sunderland (1701–1729)
- Charles Spencer, 3. Duke of Marlborough, 5. Earl of Sunderland (1706–1758)
- George Spencer, 4. Duke of Marlborough, 6. Earl of Sunderland (1739–1817)
- George Spencer-Churchill, 5. Duke of Marlborough, 7. Earl of Sunderland (1766–1840)
- George Spencer-Churchill, 6. Duke of Marlborough, 8. Earl of Sunderland (1793–1857)
- John Spencer-Churchill, 7. Duke of Marlborough, 9. Earl of Sunderland (1822–1883)
- George Spencer-Churchill, 8. Duke of Marlborough, 10. Earl of Sunderland (1844–1892)
- Charles Spencer-Churchill, 9. Duke of Marlborough, 11. Earl of Sunderland (1871–1934)
- John Spencer-Churchill, 10. Duke of Marlborough, 12. Earl of Sunderland (1897–1972)
- John Spencer-Churchill, 11. Duke of Marlborough, 13. Earl of Sunderland (1926–2014)
- James Spencer-Churchill, 12. Duke of Marlborough, 14. Earl of Sunderland (* 1955)

Heir apparent ist der älteste Sohn des jetzigen Titelinhabers, George Spencer-Churchill, Marquess of Blandford (* 1992).